# Frontera entre el Perú i Bolívia
La frontera entre el Perú i Bolívia és la frontera internacional que separa els departaments de Bolívia de La Paz i Pando de les regions del Perú de Puno i Madre de Dios, enmig de la serralada dels Andes. Travessa el llac Titicaca. Té un punt comú amb les fronteres entre Bolívia i Xile i entre el Perú i Xile, al nord-est de la província de Parinacota. Comença al trifini amb Brasil, al municipi d'Assis Brasil (estat d'Acre), i acaba al trifini amb Xile, en un pont al Cerro Pique.

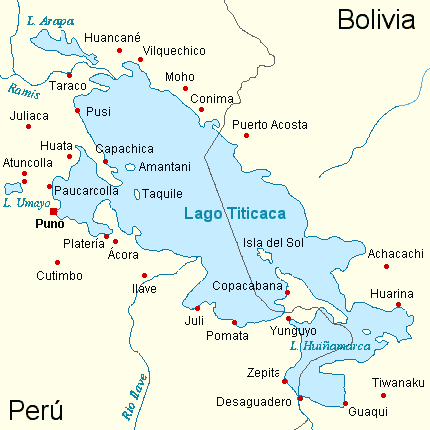
El llac Titicaca, dividit entre ambdós estats

## Història

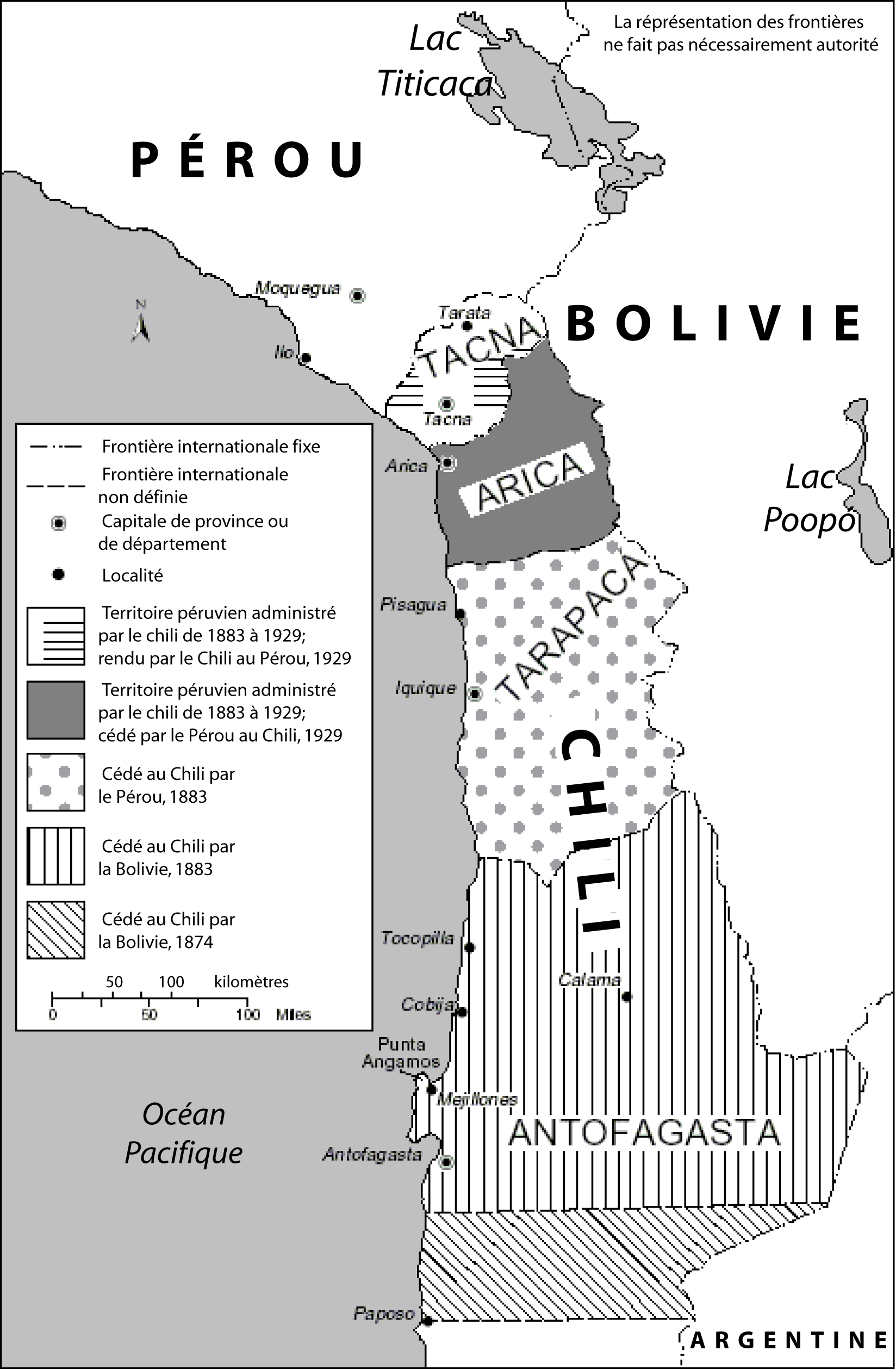
Evolució de les fronteres entre Bolívia, Perú i Xile

La guerra del Pacífic que va acabar en 1884, modificaren el curs de la frontera: Bolívia va perdre el seu únic accés al mar a favor de Xile. Finalment, el president peruà Augusto B. Leguía (1908-1912 i 1919-1930), va afrontar obertament la solució dels problemes limítrofs amb els cinc països veïns del Perú, solució irresponsablement prorrogada o desatesa pels seus antecessors.